# Litwa na Zimowych Igrzyskach Olimpijskich 1994
Litwę na Zimowych Igrzyskach Olimpijskich 1994 reprezentowało sześcioro zawodników.

## Skład reprezentacji Litwy

### Biathlon

#### Kobiety
| Zawodnik            | Konkurencja       | Czas      | Ilość pudeł | Pozycja | Źródło |
| ------------------- | ----------------- | --------- | ----------- | ------- | ------ |
| Kazimiera Strolienė | Sprint            | 29:16.6   | 4 (2+2)     | 48.     | [ 1 ]  |
| Kazimiera Strolienė | Bieg indywidualny | 1:00:55.8 | 8 (2+3+1+2) | 62.     | [ 2 ]  |

#### Mężczyźni
| Zawodnik           | Konkurencja       | Czas      | Ilość pudeł | Pozycja | Źródło |
| ------------------ | ----------------- | --------- | ----------- | ------- | ------ |
| Gintaras Jasinskas | Sprint            | 32:15.4   | 3 (2+1)     | 55.     | [ 3 ]  |
| Gintaras Jasinskas | Bieg indywidualny | 1:04:08.9 | 6 (2+1+0+3) | 58.     | [ 4 ]  |

### Biegi narciarskie

#### Kobiety
| Zawodnik      | Konkurencja             | Czas      | Pozycja | Źródło |
| ------------- | ----------------------- | --------- | ------- | ------ |
| Vida Vencienė | 5 km stylem klasycznym  | DNF       | DNF     | [ 5 ]  |
| Vida Vencienė | 15 km stylem dowolnym   | 45:41.2   | 32.     | [ 6 ]  |
| Vida Vencienė | 30 km stylem klasycznym | 1:32:18.9 | 25.     | [ 7 ]  |

#### Mężczyźni
| Zawodnik         | Konkurencja             | Strata na starcie | Czas      | Pozycja | Źródło |
| ---------------- | ----------------------- | ----------------- | --------- | ------- | ------ |
| Ričardas Panavas | 10 km stylem klasycznym | —                 | 26:46.1   | 38.     | [ 8 ]  |
| Ričardas Panavas | Bieg łączony (10+15 km) | +2:26             | 42:52.5   | 48.     | [ 9 ]  |
| Ričardas Panavas | 30 km stylem dowolnym   | —                 | DNF       | DNF     | [ 10 ] |
| Ričardas Panavas | 50 km stylem klasycznym | —                 | 2:19:01.3 | 32.     | [ 11 ] |

### Łyżwiarstwo figurowe

#### Pary taneczne
| Zawodnik                            | 1. taniec obowiązkowy   | 1. taniec obowiązkowy | 1. taniec obowiązkowy | 2. taniec obowiązkowy   | 2. taniec obowiązkowy | 2. taniec obowiązkowy | Taniec oryginalny       | Taniec oryginalny | Taniec oryginalny | Program dowolny         | Program dowolny | Program dowolny | Suma punktów | Pozycja | Źródło |
| Zawodnik                            | Oceny                   | Pozycja               | Punkty                | Oceny                   | Pozycja               | Punkty                | Oceny                   | Pozycja           | Punkty            | Oceny                   | Pozycja         | Punkty          | Suma punktów | Pozycja | Źródło |
| ----------------------------------- | ----------------------- | --------------------- | --------------------- | ----------------------- | --------------------- | --------------------- | ----------------------- | ----------------- | ----------------- | ----------------------- | --------------- | --------------- | ------------ | ------- | ------ |
| Margarita Drobiazko Povilas Vanagas | 6 sędziów - 13+ pozycja | 13.                   | 2,6 pkt               | 7 sędziów - 13+ pozycja | 13.                   | 2,6 pkt               | 8 sędziów - 13+ pozycja | 12.               | 7,2 pkt           | 5 sędziów - 12+ pozycja | 12.             | 12 pkt          | 24,4 pkt     | 12.     | [ 12 ] |